# Jamaal Bowman
Jamaal Bowman (New York, 1 april 1976) is een Amerikaans onderwijzer en politicus voor de Democratische Partij. Sinds 3 januari 2021 zetelt hij namens het 16e congresdistrict van New York in het Huis van Afgevaardigden. Hij werd herverkozen in 2022, maar verloor zijn voorverkiezing in 2024; de duurste voorverkiezing in de Amerikaanse geschiedenis.

## Loopbaan
Bowman studeerde aan de Universiteit van New Haven, Mercy College en Manhattanville College waarna hij een onderwijzer werd. In 2009 richtte hij een openbare middle school op in The Bronx. Bowman profileerde zich als een prominent tegenstander van gestandaardiseerde toetsen, die bestaande ongelijkheden in stand houden en de kwaliteit van het onderwijs doen dalen. 
Op vraag van Justice Democrats stelde Bowman zich kandidaat in de Democratische voorverkiezing voor het 16e congresdistrict, dat vertegenwoordigd werd door Eliot Engel, een afgevaardigde met vele jaren op de teller. Bowman bekritiseerde Engels staat van dienst met betrekking tot buitenlandbeleid en de coronapandemie en stelde zelf een programma voor dat de strijd aanbindt met armoede en racisme. Bowman is voorstander van Medicare for All, een Green New Deal en een hervorming van het strafrecht. Hij is lid van de Democratic Socialists of America (DSA). Hij kreeg in de voorverkiezing de steun van de Sunrise Movement, de Working Families Party, de redactie van The New York Times, presidentskandidaten Bernie Sanders en Elizabeth Warren en afgevaardigde Alexandria Ocasio-Cortez, een rolmodel voor Bowman.
Bowman won de voorverkiezing op 23 juni met 55,4% van de stemmen. Omdat er zich geen Republikeinen hadden aangemeld in het overwegend Democratische district, was Bowmans overwinning in de algemene verkiezing een evidentie.
Bij de eedaflegging sloot Bowman zich samen met Cori Bush aan bij The Squad in het Huis van Afgevaardigden. Hij werd ook lid van de Congressional Progressive Caucus.
Na de bestorming van het Capitool door extreemrechtse Trump-aanhangers op 6 januari 2021 diende hij een voorstel in om een onderzoekscommissie op te richten, die zou nagaan welke banden er bestaan tussen de politie en de menigte.
Bowman verloor de Democratische voorverkiezing voor 2024 op 26 oktober 2023. De pro-Israëlische lobbygroep AIPAC besteedde een ongeziene 15 miljoen dollar om Bowman te verslaan. De gematigde Democraat George Latimer won de voorverkiezing.